# Emil Schiött
Gustaf Emil Schiött, född 11 december 1859 i Kalmar, död 9 november 1920, var en svensk skolman. Han var far till Karl-Ludvig och Folke Schiött.

## Biografi
Schiött blev student vid Lunds universitet 1878, filosofie kandidat 1881, filosofie licentiat 1887 och filosofie doktor 1888 på en avhandling om Marie de France. Han var extra ordinarie lektor i Ystad 1890–1896, lektor i franska och tyska vid högre allmänna läroverket i Helsingborg från 1895, lärare vid Ebba Lundbergs högre läroverk för flickor från 1909 och vid Helsingborgs handelsgymnasium från 1908. Han var inspektör för Helsingborgs föreläsningsförening från 1911. Emil Schiött är begravd på Nya kyrkogården i Helsingborg.